# Джърмейн Дефо
Джърмейн Колин Дефо (на английски: Jermain Colin Defoe) е бивш английски футболист, нападател.
Дефо започва кариерата си в Чарлтън Атлетик, присъединявайки се към младежкия им отбор на 14, преди да се премести в Уест Хям Юнайтед, когато е на 16. Той прави професионалния си дебют за Уест Хям през 2000, след един сезон на заем в Борнемут. През 2004 година той отива в Тотнъм и прекарва 1 година под наем в Портсмут тъй като не преминава изискванията за да играе на Уайт Харт Лейн. По време на трансферния прозорец през януари 2009 той се върна в Тотнъм. Дефоу играе дебютния си мач за Англия през 2004 и до септември 2009 има 39 мача и 11 гола.